# Publius Iuventius Celsus (Jurist)
Publius Iuventius Celsus Titus Aufidius Hoenius Severianus, verkürzt Celsus, war ein römischer Politiker, Senator und Jurist. Zur Unterscheidung von seinem Vater, dem Juristen Iuventius Celsus (Celsus pater), wird er auch als „Celsus filius“ bezeichnet.

## Herkunft
Der volle Name des Juristen ist in den Digesten 5, 3, 20, 6 überliefert, jedoch mit zwei Entstellungen: statt Titus heißt es in den Digesten Titius, statt Hoenius (wofür auch Oenius geschrieben werden konnte). Oenus, ein Wortgebilde, ist sonst nirgends als Name bezeugt. Celsus stammte wahrscheinlich aus Oberitalien. Während die Familie der luventii Celsi nicht weiter zurückverfolgt werden kann, ermöglichen die weiteren Namen des jüngeren Celsus die Bestimmung, dass Celsus filius mit der Familie der Hoenii Severi verbunden war. Diese Familie, die in den Jahren 142 und 170 n. Chr., beide Male mit einem T. Hoenius Severus (vermutlich Vater und Sohn), zum Konsulat gelangt ist, stammte aus dem nördlichen Umbrien. Ein Sohn wird der Konsul von 164, P. Iuventius Celsus gewesen sein.

## Leben und Werk
Im Jahr 106 oder 107 n. Chr. war Celsus Prätor. Durch Militärdiplome ist Celsus als Statthalter in Thracia für den 3. Mai 113 n. Chr. belegt, am 18. Juli 114 n. Chr. war dann bereits sein Nachfolger im Amt; er dürfte vermutlich seit 111 n. Chr. als Statthalter amtiert haben. Gleich danach, im Jahr 115, bekleidete Celsus das Suffektkonsulat. Im Jahr 129 n. Chr. wurde Celsus zum zweiten Mal Konsul und danach Statthalter von Asia (129/130 n. Chr.). Celsus war Nachfolger seines Vaters Iuventius Celsus in der prokulianischen Rechtsschule. Er gehörte dem consilium principis Hadrians an und war maßgeblich am senatus consultum Iuventianum (129 n. Chr.) beteiligt. Sein Stil wurde als schwungvoll und scharfzüngig beschrieben. Celsus liebte sinnspruchartige Formulierungen.
So verdanken wir ihm die wohl einzige durch einen römischen Juristen je konzipierte Definition des ius (Recht) als ars boni et aequi („Das Recht ist die Wissenschaft vom Guten und Billigen“ (Ulpian in Digesten 1, 1, 1. pr)). Dabei ordnete er „Recht“ der „Gerechtigkeit“ (iustitia) unter, verstand den Begriff nicht formal, sondern bestimmt durch die inhaltlichen Kernbotschaften, Moral und aristotelische Gerechtigkeit und Gleichheit. Daneben stammen aus seiner Feder auch die goldenen Juristenregeln „Die Gesetze zu kennen heißt nicht, sich an ihren Wortlaut zu halten, sondern an ihren Sinn und Zweck“ (Digesten 1, 3, 17) und „Unjuristisch ist es, ohne das Gesetz als Ganzes zu beachten, anhand irgendeines seiner Teile zu urteilen oder zu gutachten“. (Digesten 1, 3, 24) Des Weiteren verdanken wir seiner Scharfzüngigkeit die kluge Gestaltung der Verzugsbereinigung bei strengrechtlichen Obligationen und das responsum Celsinum auf die törichte quaestio Domitiana. Plinius der Jüngere rügte aber rhetorische Schwächen. Das Hauptwerk des Celsus bilden die 39 libri digestorum, ein Sammelwerk mit Rechtsfällen aus den Bereichen seiner Gutachterpraxis und aus theoretischen Erörterungen, gehalten im Schema des Digestensystems.
Celsus gilt heute neben Julian und Neratius Priscus, den Leitern der sabinianischen Rechtsschule, als herausragender Jurist der jungen Hochklassik an der Wende vom 1. zum 2. Jahrhundert.